# Simone Paltineri
Simone Paltineri (ur. ok. 1200, zm. w lutym 1277 w Viterbo) – włoski kardynał.
Studiował prawo kanoniczne na  Uniwersytecie w Padwie, uzyskując tytuł doktora. Administrator diecezji Aversa 1254–59. Nominację kardynalską otrzymał od papieża Urbana IV na konsystorzu w grudniu 1261 roku, jednak ze względu na wysuwane przeciw niemu fałszywe oskarżenia dopiero kilka miesięcy później mógł założyć kardynalskie insygnia. W latach 60. XIII wieku był legatem papieskim w północnej i środkowej Italii, gdzie dowodził wojskami papieskimi walczącymi z Manfredem Hohenstaufem. Protoprezbiter św. Kolegium od 1262. Podczas papieskiej elekcji 1268-71 został przewodniczącym komisji elektorskiej, która dokonała wyboru Grzegorza X. Zmarł w Viterbo między 7 a 12 lutego 1277.